# 237 (număr)
237 (două sute treizeci și șapte) este numărul natural care urmează după 236 și precede pe 238 într-un șir crescător de numere naturale.

## În matematică
237:
- Este un număr impar.
- Este un număr deficient.[1][2]
- Este un număr semiprim.[3][4]
- Este un număr Blum[5][6] deoarece divizorii săi sunt numere prime gaussiene.
- Este un număr norocos.[7][8]
- Este un număr 80-gonal.[9]
- Face parte din șirul Aronson.[10]
- Al 237-lea număr piramidal pătratic, 4465475, este suma a două numere piramidale pătratice. Doar patru dintre numerele mai mici (55, 70, 147, and 226) au această proprietate.[11]

## În știință

### În astronomie
- Obiectul NGC 237 din New General Catalogue cu o magnitudine 13,06 este o galaxie spirală în constelația Balena.
- 237 Coelestina este un asteroid din centura principală.
- 237P/LINEAR este o cometă periodică din sistemul nostru solar.